# 第25届中国电影金鸡奖
第25届中国电影金鸡奖是中国电影家协会為表彰2005年度杰出华语片颁发的奖项。颁奖典礼于2005年11月12日在中国海南省三亚市的美丽之冠文化会展中心举行。通过电影频道（CCTV-6）现场直播。主持人为张国立。本届金鸡奖提名名单已于2007年9月20日公布。

## 时间安排
| 时间（北京时间） | 活动                 |
| ---------------- | -------------------- |
| 2005年9月15日    | 提名奖初评           |
| 2005年10月16日   | 公布各奖项提名名单   |
| 2005年11月12日   | 第25届金鸡奖颁奖典礼 |

## 提名名单
| 最佳故事片 - 《太行山上》 - 《可可西里》 - 《我们俩》 - 《张思德》 - 《独自等待》 - 《新警察故事》                                                           | 最佳导演 - 马俪文－《我们俩》 - 尹力－《张思德》 - 韦廉、沈东、陈健－《太行山上》 - 陆川－《可可西里》                                        |
| 最佳导演处女作 - 万玛才旦－《静静的嘛呢石》 - 刘浩－《好大一对羊》 - 顾长卫－《孔雀》                                                                        | 最佳编剧 - 刘恒－《张思德》 - 马俪文－《我们俩》 - 陆川－《可可西里》 - 陆柱国－《太行山上》                                                  |
| 最佳男主角 - 成龙－《新警察故事》饰 陈家驹 - 多布杰－《可可西里》饰 - 吴军－《张思德》饰 张思德 - 罗德元－《沉默的远山》饰 - 濮存昕－《一轮明月》饰 弘一法师 | 最佳女主角 - 金雅琴－《我们俩》饰 大媽 - 李冰冰－《独自等待》饰 - 张静初－《花腰新娘》饰 - 梅婷－《阿司匹林》饰                               |
| 最佳男配角 - 唐国强－《张思德》饰 毛泽东 - 王洛勇－《邓小平 1928》饰 - 吴彦祖－《新警察故事》饰 - 冯瓅－《孔雀》饰 弟弟                                      | 最佳女配角 - 黄梅莹－《孔雀》饰 母亲 - 宋晓英－《情人结》饰 侯嘉母 - 李克纯－《红颜》饰 - 宫哲－《我們倆》饰 小馬                             |
| 最佳电视电影 - 《我们》 - 《合同父子》 - 《法官老张轶事之养老树》 - 《胡同里的波西米亚人》 - 《烩面馆》                                                      | 最佳美术片 - 《梁山伯与祝英台》 - 《格兰特船长的儿女》 - 《荷》 - 《魔比斯环》                                                                |
| 最佳纪录片 - 《走近毛泽东》 - 《小平您好》 - 《千秋三峡》 - 《东方神州》                                                                                     | 最佳科教片 - 无 |
| 最佳儿童片 - 无 | 最佳戏曲片 - 无 |
| 最佳摄影 - 《一个陌生女人的来信》－李屏宾 - 《情人结》－孙明 - 《太行山上》－姜力军、汪洋、杨燕娣、张荧 - 《可可西里》－曹郁 - 《张思德》－谢平、饶小兵      | 最佳美术 - 《一个陌生女人的来信》－曹久平 - 《张思德》－卢月林 - 《独自等待》－庄志良 - 《情人结》－崔韧 - 《太行山上》－霍廷霄、张春、汪德龙 |
| 最佳音乐 - 《太行山上》－叶小纲 - 《一轮明月》－张千一 - 《张思德》－邹野 - 《赛音马吉克的儿子》－查干 - 《可可西里》－捞仔                                  | 最佳录音 - 《太行山上》－ 张磊、李安磊 - 《可可西里》－ 宋芹 - 《一个陌生女人的来信》－ 陈琛 - 《新警察故事》－ 曹景祥                        |

## 特别奖项
终身成就奖
- 谢晋（导演艺术家）
- 谢铁骊（导演艺术家）